# Methode der ökologischen Knappheit
Bei der Methode der ökologischen Knappheit, auch Umweltbelastungspunkteverfahren oder Methode der Umweltbelastungspunkte genannt, handelt es sich um ein stoffflussorientiertes, eindimensionales, nicht-monetäres Bewertungsinstrument zur Wirkungsabschätzung in Ökobilanz-Studien. Sie beruht auf dem Vergleich der aktuellen Belastung der Umwelt (Ist-Menge) mit der gesellschaftspolitisch als zulässig angesehenen Belastung (Toleranzmenge). Das Verhältnis von Ist-Menge zu Toleranzmenge wird als ökologische Knappheit bezeichnet.

## Einordnung der Methode
Eingeordnet in die Norm ISO 14040 für Ökobilanzen dient das Verfahren der Wirkungsabschätzung von Sachbilanzen. Die Sachbilanzdaten werden durch diese Methode gewichtet und in der dimensionslosen Einheit Umweltbelastungspunkte (UBP) ausgedrückt. Durch Addition der UBP werden Aussagen über die Umwelteinwirkung einzelner Produkte und Prozessabläufe und Vergleiche ermöglicht. Die Zielerreichung wird nach dem „Distance to Target“-Prinzip (deutsch Abstand zum Ziel) bestimmt. Dabei ist die zugrunde liegende Annahme, dass eine Wechselbeziehung zwischen der Bedeutung eines Umwelteffektes und dem Abstand zwischen dem gegenwärtigen Niveau und dem Zielniveau besteht.
Die Resultate dieser Bewertungsmethode können vielen Unternehmen bzw. deren einzelnen Geschäftsbereichen als Entscheidungsgrundlage dienen. Die Methode bezieht sich auf die Schweiz und reflektiert die dortigen politische Ziele und gegenwärtigen Umweltbelastungen. Erstmals wurde die Methode in ihrer heutigen Form vom damaligen Bundesamt für Umwelt (BAFU) publiziert, für 16 Umwelteinwirkungen in Luft und Wasser, Energieverbrauch und Abfälle. Überarbeitet wurde die Methode 1997, wobei 47 Umwelteinwirkungen je einen gewichtenden Ökofaktor erhielten, und 2006.
Die Methode der ökologischen Knappheit wurde auch in der Anwendung der Ökobilanzierung für Unternehmen verwendet und punktuell weiterentwickelt sowie in diversen Beiträgen des Instituts für Wirtschaft und Ökologie der Universität St. Gallen behandelt. Im Jahr 2011 wurde die Methode erstmals verwendet, um die gesamten Umweltbelastungen von Konsum und Produktion in der Schweiz zu analysieren.

## Vorgehen bei der Berechnung der Umweltbelastungspunkte
Eine Berechnung der ökologischen Knappheit durch Berechnung von UBP wurde 1978 eingeführt. Grundlage dieses Artikels ist die Anpassung aus dem Jahr 2006. In der Zwischenzeit gibt es ein Update aus dem Jahr 2013, wobei das grundsätzliche Vorgehen dasselbe geblieben ist.
Für die Berechnung werden zunächst ein bestimmter Ort/eine Region und ein bestimmter Zeitraum festgelegt. In die Kalkulation fließen die Istmengen und Toleranzmengen bestimmter Schadstoffe oder Ressourcen ein. Daraus wird der Ökofaktor für den jeweiligen Stoff resp. Stoffgruppe bestimmt. Anhand dieses Ökofaktors und der Daten aus der Sachbilanz lassen sich schließlich die UBP berechnen. Nachfolgend wird auf die Berechnung des Ökofaktors eingegangen:
{\displaystyle {\text{Ökofaktor}}=K\cdot \underbrace {\frac {1}{\text{Normierungsmenge}}} _{\text{Normierung}}\cdot \underbrace {\left({\frac {\text{Istmenge}}{\text{Toleranzmenge}}}\right)^{2}} _{\text{Gewichtung}}\cdot 10^{12}}
Die Toleranzmengen sind Mengen, welche durch nationale und internationale Normen oder Grenzwerte definiert werden. Sie variieren dementsprechend von Region zu Region – teilweise erheblich. Der tatsächliche Fluss eines Schadstoffes, einer Verbrauchsmenge, einer Ressource oder die Menge einer charakterisierten Umwelteinwirkung in einem Referenzgebiet wird als Istmenge bezeichnet. {\displaystyle K} ist der Charakterisierungsfaktor eines Schadstoffes oder einer Ressource. Er wird bestimmt, wenn der jeweilige Stoff einer spezifischen Umweltwirkung zugeordnet werden kann. Die Wirkung eines bestimmten Schadstoffes wird dabei zur Wirkung einer Referenzsubstanz in Beziehung gesetzt. So hat Methan zum Beispiel die rund 23-fache Treibhauswirkung von CO2. Um dies nun im Ökofaktor für die gesamten Treibhausgasemissionen berücksichtigen zu können, beträgt {\displaystyle K} für dieses Gas 23,29. Der Anpassung der jeweiligen Knappheitssituation an die aktuellen Emissionen einer Region dient die Normierung. Im Regelfall sind Istmenge und Normierungsmenge identisch. Sie unterscheiden sich lediglich bei regionaler oder zeitlicher Differenzierung bei der Berechnung. Dann ist die Normierungsmenge der aktuelle Fluss eines Schadstoffes oder einer Ressource zu einer bestimmten Zeit oder an einem bestimmten Ort. Das Quadrat des Quotienten aus Istmenge und Toleranzmenge stellt die Gewichtung dar. Durch diese fallen leichte Überschreitungen der Toleranzmenge weniger stark ins Gewicht als starke Überschreitungen. Es wird also eine zusätzliche Emission stärker gewichtet je höher die Belastungssituation bereits ist. Die Gewichtung basiert in der Regel auf nationalen jährlichen Mengen. Der Faktor 1012 führt zu einer besseren Handhabbarkeit sowie Anschaulichkeit und ist für alle Ökofaktoren gleich. Die dimensionslose Einheit des Ökofaktors ist „Umweltbelastungspunkte (UBP) pro Umwelteinwirkungseinheit“.
Der Ökofaktor sollte für jede Emissionsart, für den Energieverbrauch, Wasserverbrauch und für Abfallmengen berechnet werden. Ökofaktoren beziehen sich auf ein Referenzgebiet und auf eine Referenzzeit (in der Regel ein Jahr) sowie eine Referenzeinheit, beispielsweise UBP pro Tonne Output. Sie können nicht von einem Land auf ein anderes übertragen werden, bzw. von einer Region auf eine andere. Die Ergebnisse der Sachbilanz (Emissionen, Energieverbrauch, Abfallmengen, Wasserverbrauch), welche den Outputmengen entsprechen, werden mit den zugehörigen Ökofaktoren multipliziert:
{\displaystyle {\text{Umweltbelastungspunkte}}_{\text{Stoff(Gruppe)}}={\text{Ökofaktor}}_{\text{Stoff(Gruppe)}}\cdot {\text{Output}}_{\text{Stoff(Gruppe)}}}
Die Addition der Umweltbelastungspunkte aller Sachbilanzpositionen eines Produktsystems, eines Prozesses oder eines Unternehmens ergibt eine Kennzahl, welche die Umweltbelastung in eindimensionaler Form, nämlich den Umweltbelastungspunkten darstellt:
{\displaystyle {\text{Umweltbelastungspunkte}}_{\text{Unternehmen}}=\sum {\text{Ökofaktoren}}_{\text{Stoffgruppen}}}

## Regionale Differenzierung von Ökofaktoren
Die Aufteilung des Ökofaktors in Charakterisierung, Normierung und Gewichtung erlaubt eine Umrechnung von bzw. auf verschiedene Regionen. Der Gewichtungsfaktor wird mit dem aktuellen und dem kritischen Fluss eines bestimmten Gebietes berechnet. Die Normierung wird mit dem aktuellen Fluss der Region berechnet, für welche der Ökofaktor gelten soll. Der aktuelle Fluss repräsentiert die Umwelteinwirkung pro Zeitspanne in der jeweils betrachteten Region und wird im Regelfall in Tonnen angegeben. Der kritische Fluss hingegen spiegelt die als ökologisch gerade noch zulässig erachtete Emissionsmenge pro Zeitspanne (in der Regel pro Jahr) wider. Ermittelt man den kritischen Fluss, müssen regionale Besonderheiten sowie Gesetzesvorgaben, beispielsweise Immissionsgrenzwerte, berücksichtigt werden. Dabei haben Gesetze, Verordnungen und Richtlinien oberste Priorität. Für den Fall, dass keine gesetzlich verpflichtenden Regelungen vorhanden sind, wird auf bereits bestehende Vereinbarungen zurückgegriffen, z. B. herausgegeben von Bundes- und Landesregierungen als Konzepte oder Absichtserklärungen. Liegen keine Vereinbarungen vor, können Aussagen von anerkannten wissenschaftlichen Institutionen oder Personen herangezogen werden.

## Verwendung von Ökobilanzen auf Basis dieser Methode
Die Ergebnisse der Gewichtung können Unternehmen (in der Produktentwicklung, für die Strategieentwicklung, im Einkauf, für die Kundenberatung usw.), oder in der Konsumentenberatung als Entscheidungsgrundlage dienen. Beispielsweise erlaubt die Anwendung für ein ganzes Unternehmen, die Entwicklung der Ökoeffizienz des Unternehmens mit Umweltkennziffern zu beurteilen.
Die Methode wird im Rahmen einer Ökobilanz-Prüfung für die Befreiung von Biotreibstoffen von der Schweizer Mineralölsteuer angewendet. Dabei dürfen die Umweltbelastungen der Nutzung von Biotreibstoffen nicht höher sein als die von fossilen Treibstoffen.
In einer Studie zu den Gesamtumweltbelastungen der Schweiz wurde aufgezeigt, dass der Außenhandel eine wichtige Rolle spielt und etwa 60 % der durch den Konsum verursachten Umweltbelastungspunkte im Ausland durch Importe von Gütern und Dienstleistungen anfallen.

## Vor- und Nachteile gegenüber anderen Bewertungsmethoden zur Wirkungsabschätzung
Der Vorteil der Methode der ökologischen Knappheit liegt in den vielseitigen Anwendungsmöglichkeiten und in ihrer hohen Praktikabilität, sofern Ökofaktoren nach regionalen Vorgaben berechenbar sind.
Es ermöglicht als eindimensionales Verfahren einen direkten umweltbezogenen Unternehmens-, Produkt- oder Leistungsvergleich anhand einer einzigen Kennzahl. Die Methode ist insbesondere dort hilfreich, wo Umweltaspekte neben anderen Kriterien (Kosten, Praktikabilität etc.) in den Entscheidungsprozess einbezogen werden sollen.
Die Methode basiert auf den politischen Zielen in einem Land bzw. einer Region. Politische Ziele und Wertvorstellungen sind jedoch regional verschieden. Deshalb muss die Methode für die Verwendung in anderen Ländern und Regionen entsprechend angepasst werden. Solche Anpassungen wurden z. B. für Deutschland, Japan und Jordanien erarbeitet. Da die Zielwerte aus zumeist einem politischen Diskurs entstammen, gibt es auch das Risiko, dass Schäden über- oder unterbewertet werden, da nicht allein wissenschaftliche Modelle und Erkenntnisse zur Schadstoff-Schädlichkeit herangezogen werden, sondern auch aktuelle politische Programme der entscheidenden Politiker und Lobby-Aktivitäten von Industrien und NGOs großen Einfluss ausüben.
Nicht alleine mit dieser Methode sollten Fragen nach der Verbesserung von Prozessen und Produkten beurteilt werden, da in diesen Situationen in der Regel auch einzelne Umweltaspekte und auch einzelnen Prozesse vertieft beurteilt werden müssen. Die Beurteilung mit UBP erlaubt aber auch hier eine erste überblicksartige Beurteilung von Alternativen.
Problematisch ist der in der Berechnung enthaltene kritische Fluss, da eine Systemgrenze gewählt werden muss. Während bei Treibhausgasen (z. B. Kohlendioxid) einerseits politische Reduktionsziele für einzelne Länder verwendbar sind, wäre hier auch eine weltweite Betrachtung zu erwägen, da es um globale Einflüsse geht. Im Gegensatz dazu hat der Wasserverbrauch keine globalen Folgen und müsste daher auf die regionalen Gegebenheiten weit unterhalb von nationalen Betrachtungen detailliert werden. Hier gibt es noch keine verbindlichen Richtlinien, wie eine konkrete Berechnung von Umweltbelastungspunkten auszusehen hat.
Problematisch ist auch die notwendige Abgrenzung von Problembereichen. Jeder Problembereich wird im ersten Schritt als gleich wichtig angesehen. Dies führt dazu, dass die Umweltbelastung sich verdoppelt wenn ein Problembereich in zwei Bereiche aufgeteilt wird, auch wenn die Reduktionsziele für beide Bereiche die gleichen sind.
Um sinnvolle Aussagen treffen zu können, ist es außerdem – wie in jeder Ökobilanzierung – notwendig, die errechneten Umweltbelastungspunkte auf die erzielte Output-Menge oder andere erzielte Leistungen („funktionale Einheit“) zu beziehen.